# Djangoa
Djangoa is een plaats in Madagaskar gelegen in de regio Diana. In 2001 telde de plaats bij de volkstelling 9800 inwoners.
In de plaats is basisonderwijs en voortgezet onderwijs voor jonge kinderen beschikbaar. 49% van de bevolking is landbouwer. Er wordt met name koffie verbouwd, maar catechu en peper komen ook voor. 50% van de bevolking is werkzaam in de visserij en ten slotte is 1% van de bevolking werkzaam in de dienstensector.